# Hamilcar Barca
Hamilcar Barca („Fulgerul”) (c. 270 — 228 î.Hr.) a fost un general cartaginez, tatăl lui Hannibal și al lui Hasdrubal.
Hamilcar a comandat forțele terestre cartagineze în ultima parte a primului Război Punic împotriva Romei și a negociat pacea din anul 241 î.Hr. Împreună cu rivalul său Hanno, Hamilcar a înfrânt răscoala mercenarilor cartaginezi. În 237 î.Hr., a adus sudul și estul Spaniei sub control cartaginez. Și-a pierdut viața într-o luptă cu tribul oretanilor în regiunea izvoarelor râului Baetis.
1. ↑  IeL / Amilkar[*] Verificați valoarea |titlelink= (ajutor)
2. ↑  IeL / Azdrubal[*] Verificați valoarea |titlelink= (ajutor)